# فايزة عيساهين
فايزة عيساهين هي لاعبة جودو جزائرية وُلدت في 20 يوليو 1993، ومثلت الجزائر في دورة الألعاب الإفريقية عام 2019 في منافسات الوزن أقل من 52 كيلوغرام.

## التصنيف
احتلت فايزة عيساهين في عام 2023 المرتبة السادسة والستين عالميًًا بين أفضل لاعبات الجودو في الوزن الأقل من 52 كيلوغرام للسيدات وفقًا لتصنيف الاتحاد الدولي للجودو.

## المشاركات والميداليات
شاركت فايزة عيساهين في عدة نسخ من بطولة إفريقيا للجودو، وحصدت منها العديد من الميداليات كان آخرها الميدالية الفضية التي فازت بها في منافسات الوزن أقل من 52 كيلوغرام للسيدات في بطولة إفريقيا للجودو عام 2023، كما شاركت في دورة الألعاب الإفريقية عام 2019، والتي أقيمت في مدينة الرباط بالمغرب، وحصلت منها على الميدالية الذهبية في منافسات الوزن أقل من 52 كيلوغرام للسيدات بعدما تغلبت في المباراة النهائية على اللاعبة المغربية سمية الراوي. وفي عام 2022 شاركت فايزة عيساهين في دورة ألعاب البحر الأبيض المتوسط التي أقيمت في مدينة وهران بالجزائر، ولكنها خرجت من الأدوار الأولى للبطولة ولم تتأهل للنهائيات، ثُم شاركت في العام التالي في دورة الألعاب العربية التي أقيمت في مدينة الجزائر العاصمة بالجزائر حيث فازت بالميدالية الفضية في منافسات الوزن أقل من 52 كيلوغرام للسيدات بعدما خسرت المباراة النهائية أمام اللاعبة المغربية سمية الراوي. ويوضح الجدول التالي أهم المُسابقات والبطولات التي شاركت فيها فايزة عيساهين، وأبرز الميداليات والألقاب التي حققتها في البطولات والمسابقات المختلفة:
| العام | المسابقة                            | المكان                            | المنافسات                        | الترتيب/الميدالية                   | ملاحظات                                                                                         |
| ----- | ----------------------------------- | --------------------------------- | -------------------------------- | ----------------------------------- | ----------------------------------------------------------------------------------------------- |
| 2016  | بطولة إفريقيا للجودو                | تونس العاصمة، تونس                | الوزن أقل من 52 كيلوغرام للسيدات | المركز الثالث (الميدالية البرونزية) |                                                                                                 |
| 2017  | بطولة إفريقيا للجودو                | أنتاناناريفو، مدغشقر              | الوزن أقل من 52 كيلوغرام للسيدات | المركز الثالث (الميدالية البرونزية) |                                                                                                 |
| 2018  | بطولة إفريقيا للجودو                | تونس العاصمة، تونس                | الوزن أقل من 52 كيلوغرام للسيدات | المركز الثالث (الميدالية البرونزية) |                                                                                                 |
| 2018  | بطولة وارسو الدولية المفتوحة للإناث | وارسو، بولندا                     | الوزن أقل من 52 كيلوغرام للسيدات | المركز السابع                       | خرجت من البطولة بعد خسارتها في مباراة نهائي المجموعة ب أمام اللاعبة التركية إروم كوماز          |
| 2019  | دورة الألعاب الأفريقية              | الرباط، المغرب                    | الوزن أقل من 52 كيلوغرام للسيدات | المركز الأول (الميدالية الذهبية)    | فازت في المباراة النهائية على اللاعبة المغربية سمية الراوي                                      |
| 2020  | بطولة باريس الكبرى للجودو           | باريس، فرنسا                      | الوزن أقل من 52 كيلوغرام للسيدات | لم تتأهل                            |                                                                                                 |
| 2022  | بطولة إفريقيا للجودو                | وهران، الجزائر                    | الوزن أقل من 52 كيلوغرام للسيدات | المركز الأول (الميدالية الذهبية)    |                                                                                                 |
| 2022  | دورة ألعاب البحر الأبيض المتوسط     | وهران، الجزائر                    | الوزن أقل من 52 كيلوغرام للسيدات | لم تتأهل                            |                                                                                                 |
| 2022  | بطولة الجائزة الكبرى لأبو ظبي       | أبو ظبي، الإمارات العربية المتحدة | الوزن أقل من 52 كيلوغرام للسيدات | لم تتأهل                            | خرجت من الدور الأول للبطولة بعد خسارتها أمام اللاعبة السويسرية بينتا ندياي                      |
| 2022  | بطولة العالم للجودو                 | طشقند، أوزبكستان                  | الوزن أقل من 52 كيلوغرام للسيدات | لم تتأهل                            | خرجت من الدور الثاني للبطولة بعد خسارتها بالعلامة الكاملة أمام اللاعبة لإيطالية اوديتي غيوفريدا |
| 2022  | للدورة الإفريقية المفتوحة للجودو    | الجزائر العاصمة، الجزائر          | الوزن أقل من 52 كيلوغرام للسيدات | المركز الأول (الميدالية الذهبية)    |                                                                                                 |
| 2023  | بطولة إفريقيا للجودو                | الدار البيضاء، المغرب             | الوزن أقل من 52 كيلوغرام للسيدات | المركز الثاني (الميدالية الفضية)    |                                                                                                 |
| 2023  | دورة غراند سلام الدولية             | تركيا                             | الوزن أقل من 52 كيلوغرام للسيدات |                                     |                                                                                                 |
| 2023  | البطولة العربية للجودو              | الدوحة، قطر                       | الوزن أقل من 52 كيلوغرام للسيدات | المركز الأول (الميدالية الذهبية)    |                                                                                                 |
| 2023  | دورة الألعاب العربية                | الجزائر العاصمة، الجزائر          | الوزن أقل من 52 كيلوغرام للسيدات | المركز الثاني (الميدالية الفضية)    | خسرت المباراة النهائية أمام اللاعبة المغربية سمية الراوي                                        |